# Дружество на автомобилните инженери
SAE International (предишно название Society of Automotive Engineers, Дружество на автомобилните инженери) е базирана в САЩ международна нетърговска организация за научно-технически изследвания и стандартизация, преди всичко в областта на автомобилостроенето.

## История
Организацията е основана през 1905 г. като Society of Automobile Engineers. Първоначално тя си поставила за цел да създава стандарти и да ускорява обмена на идеи и знания в областта на автомобилната индустрия.
SAE в началото е имала 30 члена-учредители, като Ендрю Л. Райкър е президент, а Хенри Форд е вицепрезидент. Първоначално членството е от инженери с годишна вноска от 10 щ. долара. През 1916 г. тя има вече 1800 члена и разпростира полето си на действие върху всичките форми на средствата за придвижване. По тази причина името ѝ тогава бива променено.
След Втората световна война SAE започва да си сътрудничи с други организации за стандартизация и за мобилни средства по цял свят. Откриват се филиали на организацията в много други страни. Членство се предоставя само на физически лица, а не на компании. В наши дни членове на дружеството наброяват над 138 000 души – инженери, ръководители, преподаватели и студенти от над 97 страни.
Между най-известните разработки на SAE са класификацията на SAE за моторни масла (вискозитетен клас на масла), конска сила по SAE (SAE-PS) и стандартизирането на идентификационните номера на автомобилите (VIN, Vehicle identification number).